# Gottlieb Schnapper-Arndt
Gottlieb Schnapper-Arndt (* 2. Oktober 1846 in Frankfurt am Main; † 2. März 1904 in Halberstadt) war ein deutscher Privatgelehrter und Dozent für Statistik.

## Leben

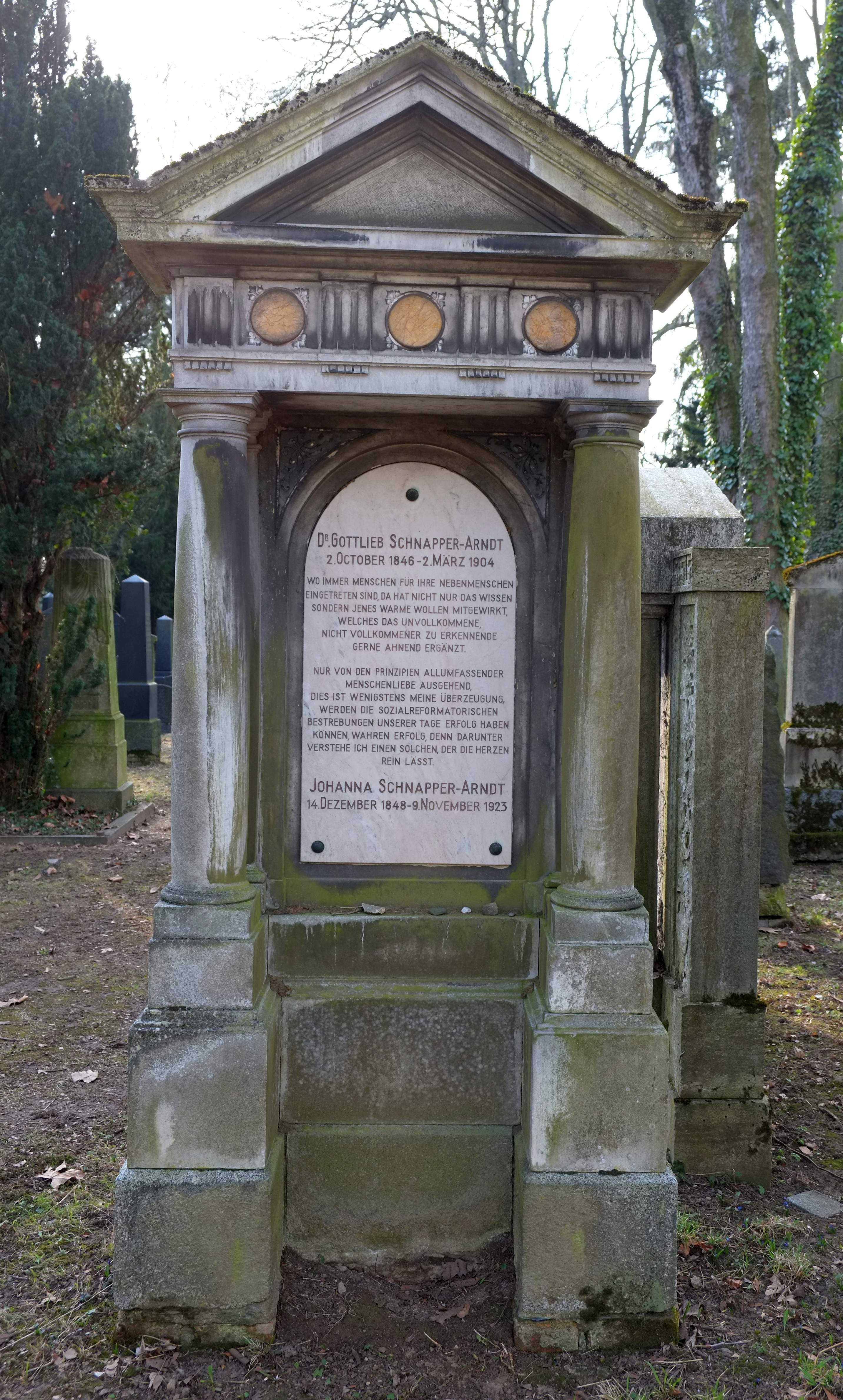
Grab von Schnapper-Arndt in Frankfurt am Main

Gottlieb Schnapper-Arndt war körperlich leicht behindert und besuchte früh bei Kuraufenthalten gemeinnützige Institutionen. Er arbeitete wissenschaftlich gründlich und war sozial engagiert. Er nutzte auch Reportageelemente: ein Stil, der dazu dienen kann, sich neben dem Natur- und Medizin-Wissenschaftsjournalismus besser zu etablieren.
Beim Forschen begleitete ihn eine „gleichgesinnte Gattin“, deren Geburtsnamen Arndt er mit königlicher Erlaubnis angenommen hatte.
Im Alter von 55 Jahren wurde er von der neuen Akademie für Sozial- und Handelswissenschaften in Frankfurt am Main als Dozent für Statistik berufen. In der Universitätsbibliothek Johann Christian Senckenberg lagern bis heute viele seiner handschriftlichen Recherchen, wie auch ausgefüllte Fragebögen.

## Fach- und Wirkungsgeschichtliches
Gottlieb Schnapper-Arndt ist bis heute als anwendungsorientierter wissenschaftlicher Pionier methodisch richtungsweisend für auf gründlicher sozialwissenschaftlicher Recherche und Dokumentation beruhendem Sozialwissenschaftsjournalismus. Wenn auch typischerweise ohne ausdrückliche Rückbezüge, Verweise und Zitate – so greifen doch auch heute noch alle Formen des Sich-Einbohrens in das „soziale Milieu“, die bei ihren qualitativen Datenerhebungen und -präsentationen „Wert auf die Erhaltung des plastischen Charakters des Materials“ legen (Erwin K. Scheuch), auf zuerst von Schnapper-Arndt entwickelte und erprobte sozialwissenschaftliche Methoden der empirischen Feldforschung zurück.
Im Gegensatz zum „Sozialromantiker“ Wilhelm Heinrich Riehl, dem Begründer der wissenschaftlichen Disziplin, die jahrzehntelang „Volkskunde“ hieß und heute „empirische Kulturwissenschaft“ genannt wird, bezog sich Schnapper-Arndt stärker auf die sich seinerzeit rapide entwickelnden (natur)wissenschaftliche Methoden im Allgemeinen und (Sozial-)Statistik im Speziellen. In der deutschen und österreichischen Soziologie der späten 1920er und frühen 1930er Jahre wird selbstbewusst an diese sozialwissenschaftlichen Ansätze und ihre Zugangsformen zur sozialen Wirklichkeit angeschlossen: beispielsweise kleinräumig in weniger bekannten „Dorfstudien“ von Leopold von Wiese (1928) und in der bis heute breit rezipierten, von Paul F. Lazarsfeld angeregten und bevorworteten Marienthalstudie von Marie Jahoda und Hans Zeisel (1933) über Wirkungen langanhaltender Arbeitslosigkeit in einem niederösterreichischen Industriedorf der Uniformen- und Tuchmacherei südlich von Wien, oder in mittelflächig-transnationaler Sicht in Adolf Günthers siedlungssoziologischer Forschungsarbeit zur „alpenländischen Gesellschaft als sozialer und politischer, wirtschaftlicher und kultureller Lebenskreis“ (1930), oder in Theodor Geigers gesamtgesellschaftlicher, damals richtungsweisender, Studie zur sozialen Schichtung des deutschen Volkes als „soziographischer Versuch auf statistischer Grundlage“ (1932).

## Schriften
- Beschreibung der Wirthschaft und Statistik der Wirthschaftsrechnungen der Familie eines Uhrschildmalers im bad. Schwarzwald [1882/83]; Reprint: Statistisches Landesamt Baden-Württemberg, 1990
- Fünf Dorfgemeinden auf dem Hohen Taunus. Eine socialstatistische Untersuchung über Kleinbauernthum, Hausindustrie und Volksleben, (Staats- und socialwissenschaftliche Forschungen, Bd. 4, H. 2), Leipzig: Duncker & Humblot 1883, XIII, 322 S. (37,2 MbB) (Online-Version als PDF)
- Hoher Taunus. Eine sozialstatistische Untersuchung in fünf Dorfgemeinden [1883]; bearb. von Erich Peter Neumann, Allensbach: Verlag für Demoskopie, ³1975, XXXVIII/249 p.(= Klassiker der Umfrageforschung Bd. 3) (ISBN 3-87848-001-6)

Posthum
- Vorträge und Aufsätze, Tübingen 1906 (hgg. v. Leon Zeitlin)
- Sozialstatistik. (Vorlesungen über Bevölkerungslehre, Wirtschafts- und Moralstatistik. Ein Lesebuch für Gebildete insbesondere für Studierende). Hrsg. v. Leon Zeitlin. Mit 10 Abb. im Text u. 22 Taf., Leipzig: Klinkhardt 1908, XXII, 642 S. (115,2 MB) (Online-Version als PDF)
- Studien zur Geschichte der Lebenshaltung in Frankfurt a. M. während des 17. und 18. Jahrhunderts. Auf Grund des Nachlasses von Gottlieb Schnapper-Arndt hrsg. von Karl Bräuer, Teil 1–2, (Veröffentlichungen der Historischen Kommission der Stadt Frankfurt a. M.. 2,1-2), Frankfurt a. M.: Baer 1915, XXXII, 405; XL, 433 S. (144,2 MB) (Online-Version als PDF)

## Film
- Halbstundenfilm über Gottlieb Schnapper-Arndts Studie im Hohen Taunus in der Sendung Strukturen im Wissenschaftsfernsehen des Hessischen Rundfunks am 9. März 1988.